# Fadeaway Man
Fadeaway Man è un supercriminale della DC Comics, un nemico ricorrente di Hawkman. Comparve per la prima volta in Detective Comics n. 479 nel settembre 1978. Venne creato dai fumettisti statunitensi, Len Wein e Rich Buckler.

## Biografia del personaggio
Mentre catalogava la collezione del XVIII secolo dell'occultista Alessandro Cagliostro, il docente di storia dell'arte, Anton Lamont si imbatte in un antico mantello che donava il potere dell'evocazione magica. Questo particolare indumento doveva possedere dei grandi poteri mistici: Lamont imparò presto il modo di utilizzare questo antico cimelio, cedendo al lato oscuro e abbracciando una vita da criminale.

### Museo di Midway City
Quando i curatori del Museo di Midway City, Carter e Shayera Hall ritornarono da una lunga vacanza, trovarono responsabile ad interim, nonché loro capo, Fadeaway Man. Inoltre si accorsero in seguito che stava derubando il museo stesso di cui era responsabile. Nelle loro identità di Hawkman e Hawkgirl, riuscirono ad inchiodarlo alle sue responsabilità, ma riuscì a fuggire grazie al suo mantello magico da evocazione.

### Batman
Mesi dopo, Lamont fu visto a Gotham City, dove tentò di mettere all'asta un sarcofago al prezzo più alto possibile. Fu sconfitto da Hawkman e Batman, catturato, imprigionato, ma riuscì comunque a tenere con sé il mantello di Cagliostro.
Poco prima di Crisi infinita Lamont si unì alla Società segreta dei supercriminali in Villains United n. 1. In Hawkman dai n. 37 al 45 orchestrò una rimpatriata di tutti i nemici di Hawkman con lo scopo di uccidere il supereroe alato.

## Poteri e abilità
Fadeaway Man possiede il mantello di Cagliostro che gli consente l'accesso ad un'altra dimensione, e di conseguenza l'abilità di teletrasportarsi. Possiede anche una vasta gamma di armi collezionate nel corso degli anni.